# Бор-Чокрак Джамісі
Бор-Чокрак Джамісі (крим. Bor Çoqraq Camisi) — мечеть в Сімферополі, в мікрорайоні Яни Бор-Чокрак (Фонтани) в Центральному районі міста.
Мечеть побудована у 2000-ті роки.
З 2014 року в мечеті регулярно проходять обшуки окупаційних органів ФСБ.